# Maria Anna von Humboldt-Dachroeden
Maria-Anna Sybilla Margaretha, baronesa de Humdoldt-Dachroeden (Bromberg, 9 de julio de 1916-Hamburgo, 14 de septiembre de 2003) fue una aristócrata alemana.

## Biografía
Nacida en 1916 en la antigua región de Bromberg, en Posen, fue la hija del barón Alexander von Humboldt-Dachroeden y Katharina Daum. Su padre, oficial del Ejército alemán, fue uno de los jefes de las SA durante el régimen nazi.
A inicios de diciembre de 1941, se anunció en Potsdam su compromiso con el príncipe Huberto de Prusia, el tercero de los hijos del príncipe heredero Guillermo de Prusia y Cecilia de Mecklemburgo-Schwerin, y un antiguo oficial del Ejército alemán retirado a causa de la Prinzenerlass de Hitler. A pesar de la desigualdad de rangos, la pareja se casó en el castillo de Oleśnica, al sureste de Polonia, el 29 de diciembre. Sin embargo, solo un año después se divorciaron sin descendencia en Berlín. En junio de 1943, el príncipe Huberto se volvía a casar con la princesa Magdalena de Reuss-Köstritz y, en diciembre, la baronesa daba a luz un hijo fruto de su relación con el príncipe Ernesto Augusto de Hannover quien recibió el nombre de soltera de su madre, el barón Christian Ernst August von Humboldt-Dachroeden. La relación entre ella y el heredero de la casa de Hannover nunca fue aprobada y el príncipe terminaría casándose con Ortrud de Schleswig-Holstein en 1951.
En 1945, Maria-Anna von Humboldt-Dachroeden se volvió a casar en Joachimsthal con Constantin Hahm, de quien se divorció en 1947. Su único hijo se casó con la baronesa Marie von Maltzahn, con quien tuvo dos hijos: Alexandra, casada con el conde Ferdinand Guyard de Saint Julien von und Wallsee; y Ferdinand, casado con la baronesa Josephine von Perfall.
Falleció en Hamburgo el 14 de septiembre de 2003.